# Lenola
Lenola település Olaszországban, Lazio régióban, Latina megyében. Lakosainak száma 4055 fő (2023. január 1.). Lenola Castro dei Volsci, Pastena, Pico, Campodimele, Fondi és Vallecorsa községekkel határos.

## Népesség
A település lakossága az elmúlt években az alábbi módon változott:
| Lakosok száma | 4170 | 4184 | 4055 |
|               | 2017 | 2018 | 2023 |